# Tibor Weiner
Tibor Weiner (* 29. Oktober 1906 in Budapest, Österreich-Ungarn; † 8. Juli 1965 in Budapest) war ein ungarischer Architekt und Stadtplaner.    

## Leben
Tibor Weiner studierte Architektur an der Technischen Hochschule Budapest. Er setzte nach dem Abschluss das Studium am Bauhaus in Dessau 1929–30 bei Hannes Meyer fort und erhielt mit der Arbeit „Planung einer sozialistischen Stadt“ das Bauhaus-Diplom. Er heiratete in Deutschland eine Architekturstudentin.  Mit Meyer und einer Gruppe Architekten übersiedelten beide im Jahr 1930 in die Sowjetunion, wo er mit Konrad Püschel (1907–1997) und Hans Schmidt die Entwicklung der Industriestadt Orsk plante. 1933 musste er die Sowjetunion verlassen, seine Frau starb dort.  
Von 1934 bis 1936 war er in Schmidts Architekturbüro in Basel mit der Planung von Wohn- und Dienstleistungsgebäuden  beschäftigt. 1937/38 arbeitete er bei Margarete Schütte-Lihotzky in Paris. 1939 emigrierte er nach Chile und arbeitete dort als freier Architekt. 1946 bis 1948 hatte er eine Professur an der Universität de Chile und leitete dort eine Studienreform nach Bauhausgrundsätzen ein.

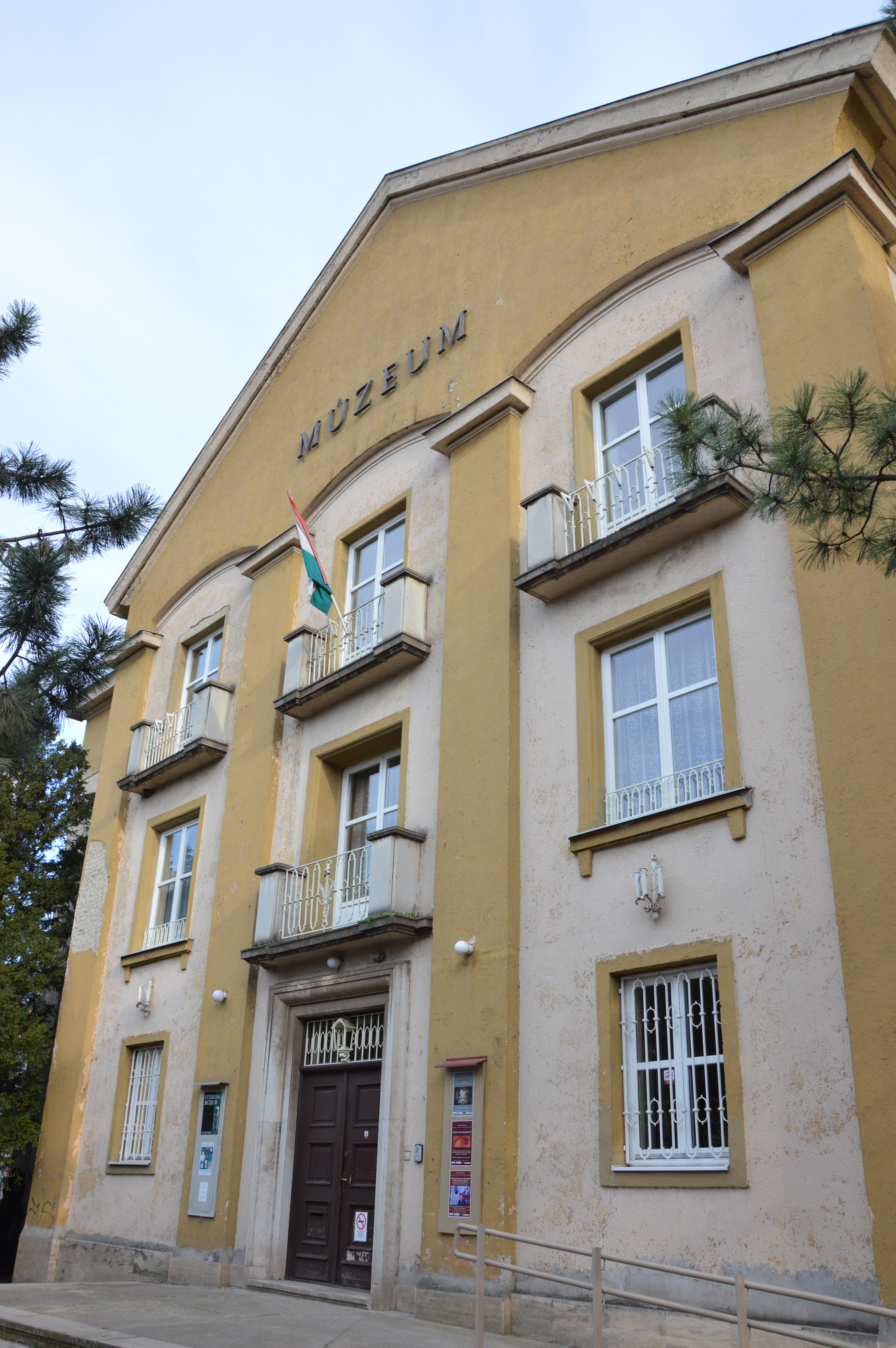
Tibor Weiner und Erika Malecz: Parteibüro der ungarischen KP, heute Intercisa Museum, in Dunaújváros

Er kehrte nach Europa zurück und arbeitete im kommunistischen Ungarn im Bauministerium. Ab 1950 war Weiner der maßgebliche Architekt für die Wohnbauten des ungarischen Industrialisierungsprojekts in Sztálinváros (Dunaújváros) und war dort auch Kommunalpolitiker. Sztálinváros wurde als Machtdemonstration und Prestigeobjekt der kommunistischen Partei geplant. Weiners Bauplanungen, mit Fassaden des Sozialistischen Realismus, stießen sich an der  Realität der kommunistischen Wirtschaft.
Weiner war in Ungarn von 1952 bis 1957 Redakteur der Architekturzeitschrift Magyar Építőművészet (Ungarische Architektur). 1953 erhielt er den „Ybl Miklós-díj“ (Miklós Ybl Preis).